# Лицензия на программное обеспечение
| Public Domain           | Non-Protective FOSS license | Protective FOSS License | Protective FOSS License | Proprietary License    | Trade Secret        |
| All rights relinquished | ← more rights granted       | ← more rights granted   | more rights retained →  | more rights retained → | All rights retained |

Лице́нзия на програ́ммное обеспе́чение — это правовой инструмент, определяющий использование и распространение программного обеспечения, защищённого авторским правом. Обычно лицензия на программное обеспечение разрешает получателю использовать одну или несколько копий программы, причём без лицензии такое использование рассматривалось бы в рамках закона как нарушение авторских прав издателя. По сути, лицензия выступает гарантией того, что издатель ПО, которому принадлежат исключительные права на программу, не подаст в суд на того, кто ею пользуется.

## Свободные и несвободные
Лицензии на программное обеспечение в целом делятся на две большие группы: несвободные (собственнические, они же проприетарные; и полусвободные) и лицензии свободного и открытого ПО. Их различия сильно влияют на права конечного пользователя в отношении использования программы.

### Проприетарные лицензии
Основной характеристикой проприетарных лицензий является то, что издатель ПО в лицензии даёт разрешение её получателю использовать одну или несколько копий программы, но при этом сам остаётся правообладателем всех этих копий. Одно из следствий такого подхода заключается в том, что практически все права на ПО остаются за издателем, а пользователю передаётся лишь очень ограниченный набор строго очерченных прав. Для проприетарных лицензий типично перечисление большого количества условий, запрещающих определённые варианты использования ПО, даже тех, которые без этого запрета были бы разрешены законом об авторском праве. Хорошим примером проприетарной лицензии может служить лицензия на Microsoft Windows, которая включает большой список запрещённых вариантов использования, таких как обратная разработка, одновременная работа с системой нескольких пользователей и распространение тестов её рабочих характеристик. Некоторые лицензии на ОС имеют ограничения на мультипроцессорность. Лицензии на профессиональное ПО могут иметь дополнительные ограничения. Так, лицензия SolidWorks имеет региональные ограничения, предусматривает сбор сведений об использовании ПО и возможность дистанционной блокировки. Большинство лицензий запрещает передачу ПО третьим лицам.
Наиболее значительным следствием применения проприетарной лицензии является то, что конечный пользователь обязан принять её, так как по закону владельцем ПО является не он, а издатель программы. В случае отказа принять лицензию пользователь вообще не может работать с программой.

### Лицензии свободного и открытого ПО
В отличие от проприетарных, свободные и открытые лицензии не оставляют права на конкретную копию программы своему издателю, а передают самые важные из них (составляющие 4 свободы по определению Фонда СПО, или попадающие под другое определение свободного или открытого ПО) конечному пользователю, который и становится владельцем. В результате пользователь по умолчанию получает важные права, которые закон об авторском праве по умолчанию даёт только владельцу копии, однако все авторские права на ПО по-прежнему остаются у издателя. Примером свободной лицензии является GNU General Public License (GPL), которая даёт пользователю право самому распространять ПО под этой лицензией, участвовать в его обратной разработке или изменять другими способами. Тем не менее, перечисленные права обязывают пользователя ПО под GPL подчиняться определённым правилам, например, любые изменения программы, сделанные пользователем и распространённые дальше, должны сопровождаться исходным кодом этих изменений (см. копилефт).
Главной отличительной чертой свободных лицензий является то, что они совершенно не ограничивают личное пользование — пользователь волен принимать или не принимать их: работать с программой он может и без лицензии. Однако если ему требуется какое-либо из дополнительных прав, которые даёт лицензия (например, на распространение ПО или предоставление доступа к нему по сети (пример — Affero General Public License), он обязан принять лицензию и действовать в её рамках.

## Прочие особенности
Кроме передачи прав и определения ограничений на использование программного обеспечения, лицензии обычно содержат условия, определяющие обязательства и ответственность для сторон лицензионного договора. В крупных компаниях, использующих коммерческое ПО, такие условия (например, ограничение ответственности, гарантийные обязательства и отказ от них, а также выплаты компенсаций в случае, если ПО нарушает авторские права третьих лиц), зачастую правонарушения такого характера определяются юристами, специализирующимися в области лицензированного программного обеспечения.